# Étienne de Callataÿ
 (septembre 2014).
Si vous disposez d'ouvrages ou d'articles de référence ou si vous connaissez des sites web de qualité traitant du thème abordé ici, merci de compléter l'article en donnant les références utiles à sa vérifiabilité et en les liant à la section « Notes et références ».
Étienne de Callataÿ, né le 12 mars 1962 à Etterbeek,, est un économiste belge. Il est le cofondateur et le Chief Economist d'Orcadia Asset Management.

## Biographie
Il est diplômé en économie de l'Université de Namur et de la London School of Economics.
Après avoir travaillé au service d'étude de la Banque nationale de Belgique (BNB) de 1987 à 1992, il travaille au Fonds monétaire international (FMI) de 1992 à 1996. De 1996 à 1999, il est chef de cabinet adjoint du Premier Ministre Jean-Luc Dehaene, et en 1999, chef de cabinet du Ministre des Finances. En 1999, il entre à la Banque Degroof dont il devient l'économiste en chef. Il est nommé membre du Comité de Direction de la Banque Degroof en 2012. En 2015, il quitte la Banque Degroof. En 2016, Etienne de Callataÿ, avec quelques associés, fonde au Grand-Duché de Luxembourg une société de gestion de fortune nommée Orcadia Asset Management . Depuis avril 2016 et l’agrément du ministre des finances luxembourgeois obtenu, Orcadia est active à Luxembourg, où elle est basée, et exerce ses activités en libre prestation de services en Belgique et en France. Il est le Chief Economist et le Président du Conseil d'Administration d'Orcadia.
En parallèle, il est chargé de cours invité à l'Université Catholique de Louvain, (UCL) et à l'Université de Namur. Il y dispense respectivement un cours de Macroéconomie et de finances publiques. Il a également enseigné et à l'Université Libre de Bruxelles. Ses publications ont principalement trait à des questions de conjoncture, de politique fiscale, de retraite et de fédéralisme fiscal.
Il est l'auteur des "Confessions d'un économiste ordinaire. Comprendre la crise financière pour en tirer les leçons" chez Roularta en 2009. Il est aussi l'éditeur de "La fin du déficit budgétaire" / "Het eind der budgettaire tekort" (Éditions De Boeck, 2002) et de "The return of the deficit. Public Finance in Belgium over 2000-2010" (Leuven University Press, 2012). Avec Luc Leruth, il est l'éditeur de "Quand l'économie nous est contée" (Editions La Lettre violée, 2021), où des économistes professionnels établissent un lien entre une œuvre de littérature de leur choix et une question de théorie ou de politique économique.
Il est président honoraire de la Société Royale d'Économie politique de Belgique.
Il est ou a été aussi administrateur d'autres sociétés savantes et de diverses associations, dont Les Petits Riens et Special Olympics Belgium et Solifin, le réseau belge de l'investissement à impact.